# 巴苏华
巴苏华（1912年3月1日—1986年10月12日）又名巴思华，本名比乔埃·库马尔·巴苏（Bejoy Kumar Basu），生于英属印度达卡（今孟加拉国首都），印度医生，曾为印度援华医疗队队员，后来率先将中国针灸传播到印度。

## 生平
1912年3月1日，巴苏华出生于达卡。1936年，自加尔各答大学医科毕业，此后在大学的附属医院担任住院大夫。
1938年印度援华医疗队成立之初，因名额有限，巴苏华只是候补成员。当时印英当局不会轻易让印度共产党员前往中国支援抗战，医疗队临出发前一位已定的印度医生（是位政治鼓动家）受当地警方干预，因为共产党员的身份而被当局扣留了护照。巴苏华因较好地隐藏了党员身份，受命补缺成为印度援华医疗队队员，与家人不辞而别从加尔各答秘密前往孟买与医疗队其他成员会合乘船赴中国广州，这一走就是五年。
来到中国后，在重庆，医疗队员请中印文化协会主席谭云山为每个人起一个中国名字。谭云山提议：“我在你们每人名字后面加上‘华’字，意为中华，表明你们热爱中国。”从此，五位队员都有了以后广为人知的中国名字：爱德华、柯棣华、卓克华、木克华和巴苏华。经历了重重困难，1939年2月，“五华”终于经西安抵达延安。1939年3月15日毛泽东接见了印度援华医疗队。巴苏华和爱德华、柯棣华在延安八路军模范医院工作，担任五官科（含眼科）医生。陕北的冬天寒冷，来自印度的医生很不适应，四、五个月都洗不了一回澡，最好的“水果”就是黄瓜。严酷的环境加之满负荷的工作导致医生们纷纷病倒。爱德华、卓克华和木克华3名队员在履行援华任务满1年后，即因病先后回国。1939年11月12日巴苏华和柯棣华正在从延安奔赴华北抗战前线的路上，白求恩在晋察冀边区因手术中被细菌感染而牺牲。二人经西安、潼关、渑池，北渡黄河，于1939年12月21日到达山西武乡王家峪八路军总部，受到了朱德总司令的热情欢迎。参加了多次八路军的反扫荡作战的医疗工作。1940年8月百团大战打响时，巴苏华和柯棣华在河北唐县的晋察冀军区白求恩卫生学校与附属医院任教、治病。
1941年10月，巴苏华应毛泽东的指示回到延安，担任延安白求恩国际和平医院五官科主任，每天门诊100多人，还负责30多张病床。而柯棣华留在了晋察冀，成为白求恩医院第一任院长。巴苏华回到延安之后参加“东方国家反法西斯联盟”，并当选陕甘宁边区参议员。
1943年初，日军从缅甸向印度东北部边境挺进，形势危急，中国共产党建议巴苏华尽快返印。1943年6月，作为援华医疗队中工作时间最长的印度医生，巴苏华结束援华医疗工作，取道重庆，乘飞机回到加尔各答。回国以后，巴苏华在印度四处旅行详尽介绍中国人民艰苦卓绝的抗日战争。1943年10月，发起成立了全印柯棣华大夫纪念委员会（简称全印柯委会）并当选为主席，以发扬印度援华医疗队的精神，发展中印两国人民的传统友谊。并提议派第二支印度援华医疗队来中国，但是由于印度发生灾荒而未能成行。1944年到1946年，巴苏华与印度电影导演桑塔拉姆合作拍摄了电影《柯棣尼斯大夫永垂不朽》。
1957年，在中华人民共和国国庆期间，巴苏华与当年印度援华医疗队的其他三名健在的成员爱德华、卓克华、木克华应邀到中国访问。其间，巴苏华对中国针灸产生兴趣。1958年冬至1959年5月，巴苏华再到中国，在北京的中医研究院学习针灸。学成回到印度后，用针灸为印度人治病，效果良好，不少医生和学生向巴苏华学习针灸。巴苏华在加尔各答诊所开办针灸学习班，每期三个月。1973年4月到7月，巴苏华再到中国学习针灸三个月。回到印度后，巴苏华向印度医学研究理事会、全印医学科学院、加尔各答医学院介绍中国针灸，引起印度医学界重视。到1970年代末，印度已经有30余家针灸诊所，主要设在加尔各答、孟买、新德里、高哈蒂、昌迪加尔、卢迪阿纳，仅西孟加拉邦柯棣华大夫纪念委员会便在加尔各答市郊建立19个针灸诊所，培养出150名针灸医生。1979年6月，巴苏华参加了在北京举行的针灸针麻学术讨论会，在会上作了题为《针灸疗法在印度20年》的报告。
1976年12月、1978年8月、1979年6月、1980年9月、1982年12月、1983年8月、1985年10月到12月，巴苏华分别率友好代表团或以个人身份访问中国。1978年8月重回延安，当地年长的百姓仍然记得这位“印度大夫”，称他为“眼科大夫”，因为巴苏华当年的专长就是治疗眼伤及耳鼻喉科疾病。1986年8月，印度出版了巴苏华1938年至1943年在中国期间所写的日记《延安的召唤》。1988年中译本《巴苏日记》出版》。
1986年10月12日，巴苏华在印度加尔各答逝世，享年74岁。根据巴苏华的遗愿，骨灰一半留在印度，一半送到中国安放在石家庄的华北军区烈士陵园，安葬在柯棣华陵墓的右侧。1987年10月12日，在华北军区烈士陵园举行了“巴苏华大夫纪念碑”揭幕仪式。1987年，印度外交部部长瓦杰帕伊对来访的中国朋友说：“巴苏华大夫是我们民族的英雄，也是我们之间友谊的桥梁。”